# Башня Освобождения (Кишинёв)
Башня Освобождения Бессарабии (рум. Turnul Dezrobirii Basarabiei) — памятный комплекс в честь возвращения Бессарабии в ходе Второй мировой войны в состав Румынии после присоединения её земель к СССР.

## История
В августе 1942 года румынские власти приняли решение в честь возвращения Бессарабии возвести памятник в Кишинёве. Проект предусматривал строительство памятного комплекса за городом, на холме между сёлами Трушены и Гидигич. Именно отсюда, под личным командованием маршала Антонеску румынские войска с боем входили в июле 1941 года в молдавскую столицу.
Церемония закладки камня в будущий памятный комплекс состоялась 4 августа 1942 года. Комплекс построили очень быстро. Более 500 рабочих работали на строительстве в течение 60 дней в августе-октябре 1942 года, используя камень, добытый из карьеров Гидигича и Криково.
Торжественное открытие состоялось 1 ноября 1942 года. На нём присутствовали первые лица государства — маршал Ион Антонеску, премьер-министр Михай Антонеску и король Михай I.
Сооружённый комплекс состоял из трёх отдельных элементов: башни, колоннады и плиты с памятной надписью.
Башня — квадратная в основании (со стороной около 10 метров) возвышалась на 27 метров. Её стены были украшены 14 гербами (Румынии, Молдавского княжества периода правления Стефана Великого, Бессарабии, жудецов и нескольких важных городов).
Над входом в башню был установлен барельеф, изображавший сцену с колонны Траяна: на ней — сам император Траян и его свита из военачальников.
Кроме сцены присутствовала следующая надпись: «Ca şi Columna lui Traian, suntem unde am fost şi rămânem unde suntem» («Подобно колонне Траяна мы есть, там где были и остаёмся, там где есть»).
В башню можно было попасть через массивную дубовую дверь, вверх вела винтовая лестница, с вершины открывался вид на Кишинёв. Перед башней была установлена каменная плита высотой 8 метров с высеченной на ней памятной надписью.
Колоннада состояла из 24 колонн (2 ряда по 12 колонн). На каждой колонне были выбиты номера воинских частей, участвовавших в битвах за Бессарабию.
Памятный комплекс был разрушен после вступления в Кишинёв советских войск в 1944 году. В настоящее время, место памятника покрыто толстым слоем промышленного мусора.